# Châtel-de-Neuvre

Châtel-de-Neuvre este o comună în departamentul Allier din centrul Franței. În 1 ianuarie 2022 avea o populație de 557 de locuitori.